# Tremarctos
Tremarctos is een geslacht van roofdieren uit de familie van de beren (Ursidae). Het geslacht telt één levende soort: de brilbeer (Tremarctos ornatus). 

## Soorten
- Tremarctos ornatus Cuvier, 1825 – Brilbeer
- † Tremarctos floridanus (Gidley, 1928)